# Villanueva del Ariscal
Villanueva del Ariscal település Spanyolországban, Sevilla tartományban. Villanueva del Ariscal Espartinas, Sanlúcar la Mayor és Olivares községekkel határos. Lakosainak száma 6938 fő (2024).

## Népesség
A település népessége az elmúlt években az alábbi módon változott:
| Lakosok száma | 4864 | 5340 | 5769 | 6045 | 6159 | 6324 | 6573 | 6610 | 6715 | 6938 |
|               | 2001 | 2004 | 2007 | 2009 | 2012 | 2014 | 2017 | 2019 | 2022 | 2024 |